# Ed'mans
Ed'mans – śląski zespół folkowy założony przez Manfreda Potykę i Edwarda Sikorę. Nazwa pochodzi od imion jego założycieli: "Ed" od Edwarda, "man" od Manfreda" a "s" od "Silesia" łacińskiej nazwy Śląska. Ed'mans wykonuje muzykę typową dla kultury górnośląskiej, większość tekstów utworów śpiewana jest po śląsku. Kilkanaście razy występował na koncertach w Polsce i Niemczech, stale gości na antenie TVS i Radia Piekary. Ma w dorobku cztery płyty. W 2009 roku z okazji dziesięciolecia istnienia duetu ukazał się dwupłytowy album "Dwa na jeden".

## Dyskografia
- Po śląsku (2001)
- Zaś po śląsku (2006)
- Dla naszej klasy (2008)
- Dwa na jeden (2009)